# Kurth-Bodo Blind
Kurth-Bodo Blind (* 19. Mai 1945 in Zell an der Pram, Oberösterreich) ist ein ehemaliger österreichischer Politiker (FPÖ). Er war von 1991 bis 2008 Abgeordneter zum Wiener Landtag und Gemeinderat.

## Familie
Kurth-Bodo Blind wurde als viertes Kind seiner Eltern Wilfried und Margaretha Bild, geb. Skupa geboren. Sein Vater war als „Reichsdeutscher“ aus dem Rheinland von Wien aus vor den sowjetischen Truppen geflohen und in Zell an der Pram in amerikanische Gefangenschaft geraten. Blinds Mutter, eine gebürtige Österreicherin, gebar ihr Kind daher in Oberösterreich. Die Brüder seines Großvaters Karl Wilhelm Blind waren an der badischen Revolution 1848 beteiligt. Karl Blind und Valentin Blind wurden zum Tode verurteilt, jedoch nicht hingerichtet. Der Stiefsohn Karl Blinds, Ferdinand Cohen-Blind, verübte 1866 ein Attentat auf Otto von Bismarck.
Kurth-Bodo Blind ist mit der Bezirksrätin Elfriede Blind verheiratet und hat einen Sohn (* 1975), der ebenfalls Bezirksrat und Bezirksobmann in Penzing ist, sowie eine Tochter (* 1977), die 1996 zur Miss Vienna gewählt wurde.

## Schulische und berufliche Laufbahn
Kurth-Bodo Blind studierte nach seiner Schulbildung Rechtswissenschaft an der Universität Wien. Seitdem gehört er der Akademischen Burschenschaft Aldania Wien an, deren Altherrenverband er später vorstand. Er arbeitete ab 1966 bei der Firma Siemens und war zwischen 1970 und 1996 an der Firma NCR tätig. 1996 gründete Blind eine eigene EDV-Firma.

## Politische Laufbahn
Kurth-Bodo Blind trat 1974 der FPÖ bei und war anfangs mit seiner Gattin Bezirksleitungsmitglied der Bezirksgruppe Rudolfsheim-Fünfhaus. Zwischen 1977 und 1979 war er Bezirksleitungsmitglied seines Heimatbezirkes Penzing. Zwischen Februar 1979 und Mai 1979 war Blind Obmannstellvertreter in Penzing und von Mai 1979 bis Februar 1981 sowie Juni 1990 und Februar 1991 geschäftsführender Obmann. Ab Februar 1991 war Blind Obmann der FPÖ Penzing.
Bereits 1987 war Blind Bezirksrat in Penzing geworden. Nach seiner Wahl im November 1991 in den Wiener Landtag und Gemeinderat schied Blind aus dem Bezirksrat aus. Ab 1991 vertrat Blind die FPÖ im Gemeinderat und Landtag und konzentrierte sich in seiner Arbeit laut eigenen Angaben auf die Bereiche Bäder, Märkte, städtische Verkehrsbetriebe sowie EDV und Wohnbau. Kurth-Bodo Blind charakterisierte seine Grundhaltung mit dem Ausspruch des Zerfalls der Monarchie: „Der deutsche Rest ist Österreich!“ und tritt dafür ein, „dass Österreich deutsch bleibt“. Mit dem 25. Juni 2008 schied Blind aus dem Landtag und Gemeinderat aus und zog sich in den Ruhestand zurück. Sein Nachfolger war Helmut Günther.